# مخمل‌هیره‌واران
مخمل‌هیره‌واران (نام علمی: Trombidioidea) نام یک بالاخانواده از فراراسته کنه‌شکلان است.